# Гаррісон (округ Батлер, Небраска)
Гаррісон (англ. Garrison) — селище (англ. village) в США, в окрузі Батлер штату Небраска. Населення — 55 осіб (2020).

## Географія
Гаррісон розташований за координатами 41°10′32″ пн. ш. 97°9′48″ зх. д. / 41.17556° пн. ш. 97.16333° зх. д. (41.175442, -97.163313).  За даними Бюро перепису населення США в 2010 році селище мало площу 0,30 км², з яких 0,30 км² — суходіл та 0,01 км² — водойми.

## Демографія
Згідно з переписом 2010 року, у селищі мешкали 54 особи в 23 домогосподарствах у складі 15 родин. Густота населення становила 179 осіб/км².  Було 28 помешкань (93/км²).
Расовий склад населення:
| - 100,0 % — білих |

До двох чи більше рас належало 0,0 %. Частка іспаномовних становила 1,9 % від усіх жителів.
За віковим діапазоном населення розподілялося таким чином: 22,2 % — особи молодші 18 років, 64,8 % — особи у віці 18—64 років, 13,0 % — особи у віці 65 років та старші. Медіана віку мешканця становила 40,5 року. На 100 осіб жіночої статі у селищі припадало 157,1 чоловіків;  на 100 жінок у віці від 18 років та старших — 110,0 чоловіків також старших 18 років.
Середній дохід на одне домашнє господарство  становив 52 500 доларів США (медіана — 48 750), а середній дохід на одну сім'ю — 56 658 доларів (медіана — 54 375). За межею бідності перебувало 26,5 % осіб, у тому числі 39,3 % дітей у віці до 18 років та 0,0 % осіб у віці 65 років та старших.
Цивільне працевлаштоване населення становило 31 осіб. Основні галузі зайнятості: науковці, спеціалісти, менеджери — 35,5 %, транспорт — 16,1 %, виробництво — 12,9 %, освіта, охорона здоров'я та соціальна допомога — 12,9 %.